# 尾叶冬青
尾叶冬青（学名：Ilex wilsonii）为冬青科冬青属的植物。分布于台灣本島以及中国大陆的广东、四川、贵州、湖北、福建、广西、云南、浙江、安徽、湖南等地，生长于海拔420米至1,900米的地区，一般生长在山地、沟谷阔叶林或杂木林中，目前已由人工引种栽培。

## 别名
威氏冬青（峨眉植物图志），江南冬青（云南种子植物名录）

## 异名
- Ilex wilidissima C. J. Tsengg
- Ilex wilsonii Loesen. var. handel-mazzettii T. R. Dudley